# Ankola (ort i Indien)
Ankola är en ort i Indien.   Den ligger i distriktet Uttar Kannada och delstaten Karnataka, i den sydvästra delen av landet, 1 600 km söder om huvudstaden New Delhi. Ankola ligger 17 meter över havet och antalet invånare är 14 540.
Terrängen runt Ankola är platt västerut, men österut är den kuperad. Havet är nära Ankola västerut. Runt Ankola är det ganska tätbefolkat, med 129 invånare per kvadratkilometer. Närmaste större samhälle är Gokarna, 12,3 km söder om Ankola. Omgivningarna runt Ankola är en mosaik av jordbruksmark och naturlig växtlighet.